# Wetterpilz
Un Wetterpilz é una struttura architettonica solitaria, che offre riparo dalle intemperie o dai raggi del sole. Oggigiorno nei paesi dell'Europa centrale ha luogo una riscoperta di queste insolite strutture e si sta sviluppando un nuovo tipo di escursionismo: alla ricerca dei vari wetterpilz nascosti, poiché normalmente sono immersi nella natura o in luoghi spettacolari.

## Etimologia
La parola tedesca "Wetterpilz" è composta da due parole: "Wetter" = tempo e "Pilz" = fungo.
In Baviera viene usato spesso anche il termine "Wetterschwammerl", giacché "Schwammerl" è il termine usato nella Germania meridionale per definire il fungo. 
Prende il nome dalla sua funzione di riparo dalle precipitazioni e dai raggi solari come anche dal suo aspetto, che ricorda il corpo fruttifero di un fungo.

## Struttura
Si tratta di un riparo realizzato in legno, acciaio o cemento, isolato e indipendente, ancorato nel terreno, con un'unica colonna portante situata centralmente o talvolta un gruppo di colonne su cui poggia una tettoia rotonda. 
Di solito, intorno alla colonna portante c'è un sedile a forma di panchina. 

## Storia
I primi wetterpilz furono probabilmente eretti in Prussia alla fine del 1700. A quel tempo erano ancora chiamati "baldacchini di Tahiti". Furono edificati nei giardini dei palazzi nobiliari sulla scia di un crescente interesse che l'Europa aveva sviluppato per tutto ciò che fosse esotico, in particolare asiatico. I primi wetterpilz rientravano nelle cineserie, cioè cercavano di imitare una estetica puramente fantasiosa di quello che si presumeva fosse asiatico, pertanto somigliavano a grande ombrelli aperti con tanto di campanelle e decorazioni varie.
Un disegno a matita di Hermann Ziebland del 1880 mostra un wetterpilz risalente al 1795. 
Questa può essere considerata la prima immagine affidabile di un wetterpilz.
Anche l'ombrello della fontana con giochi d'acqua nel parco della reggia di Peterhof, risalente alla fine del 1700, deve essere considerato un prototipo di wetterpilz per il suo design, sebbene tale fontana sia stata costruita per uno scopo puramente ludico. 
Con l'evolversi della moda, nel periodo del romanticismo ovvero agli inizi del 1800, il rapporto dell'uomo con la natura si evolve: la natura non viene più percepita come un elemento puramente decorativo, ma diventa luogo di contemplazione, quasi sacro. Parte la moda del giardino inglese, dove tutto sembra crescere in maniera naturale.
Particolarmente nel mondo di lingua tedesca nasce il desiderio intellettuale di essere parte del microcosmo della natura. Proprio in questo periodo i "baldacchini" o "parapluie" alla moda asiatica si trasformano in un elemento non più estraneo alla natura ma parte di essa: l'ombrello si trasforma in un vero e proprio fungo. 
Quasi tutti i wetterpilz odierni che si trovano in Europa centrale e furono eretti tra il 1920 e il 1980.
Il Wetterpilz più grande del mondo si trova a Berlino Frohnau. Risale al 1926 e fu progettato da Carl Stahl-Urach ovvero l'architetto che creò le scenografie per il regista Fritz Lang a Babelsberg, quello che allora era il più grande studio cinematografico d'Europa.
La più alta concentrazione di wetterpilz si trova a Colonia, che si definisce la capitale dei wetterpilz. In Italia i wetterpilz si trovano perlopiù in Sudtirolo.

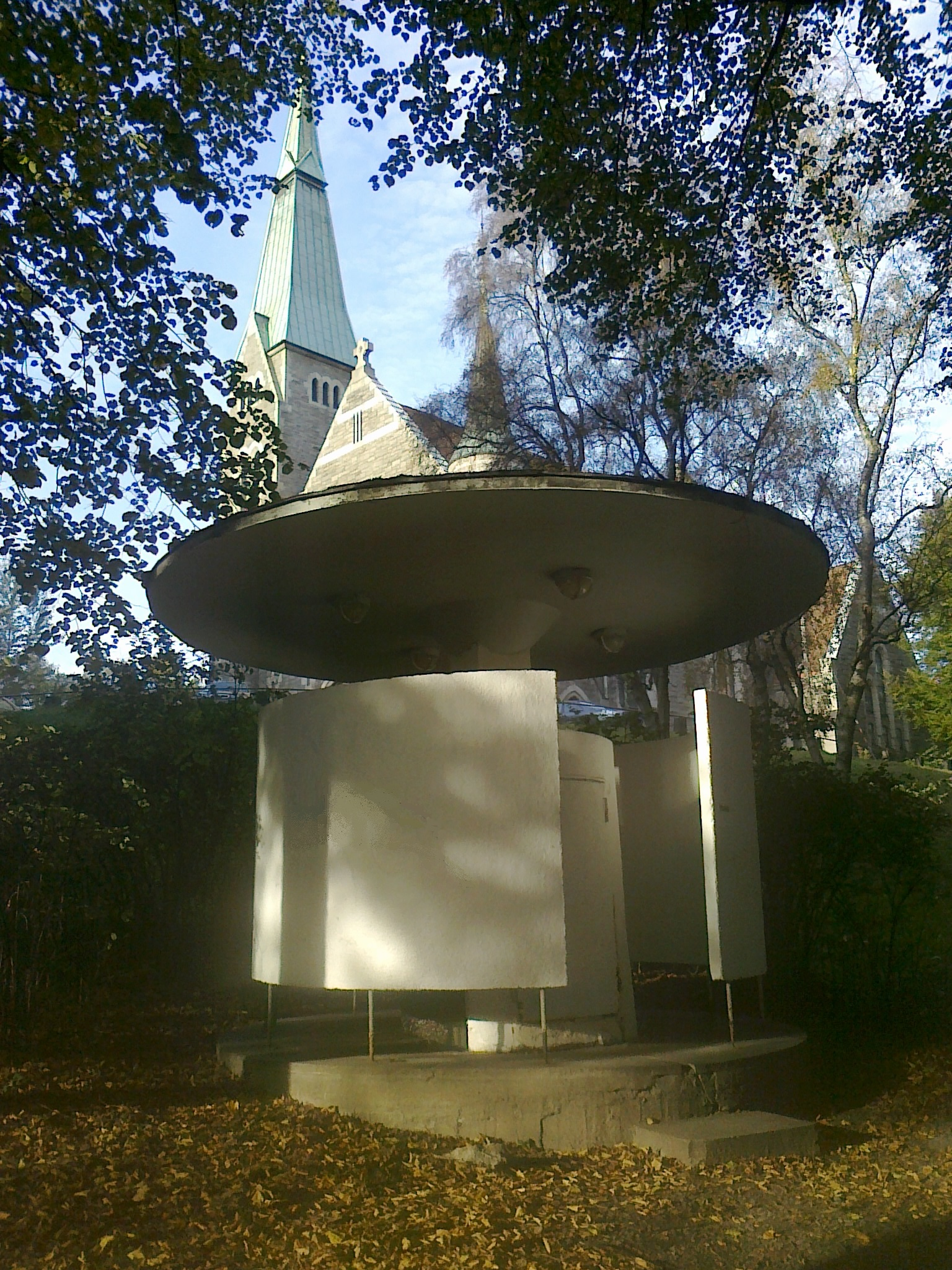
Un wetterpilz con funzione multipla, il Kjærlighetskarusellen a Oslo (2011)
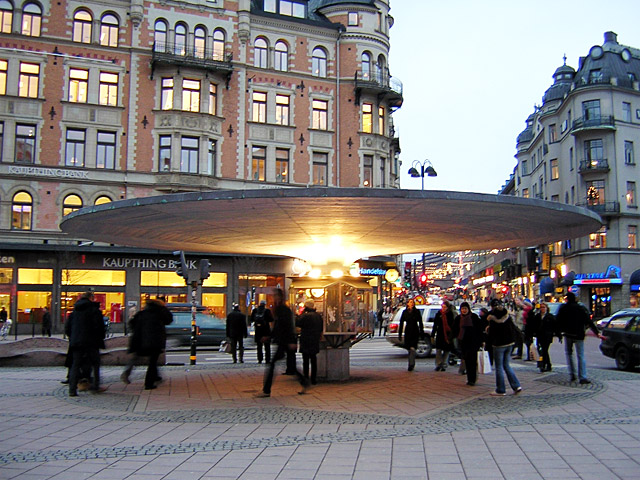
Lo Svampen a Stoccolma
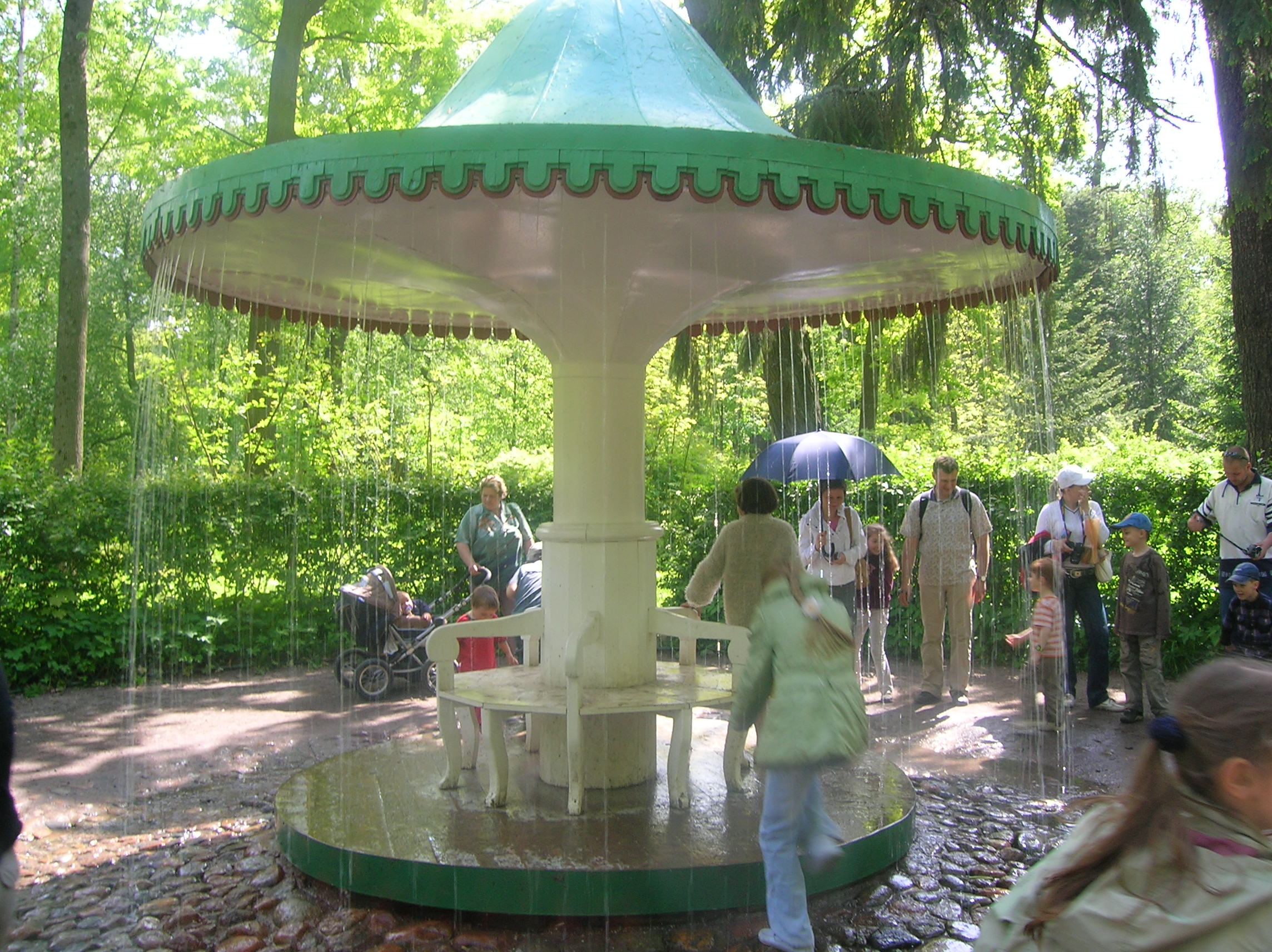
La fontana ludica a forma di ombrello nel parco della reggia di Peterhof
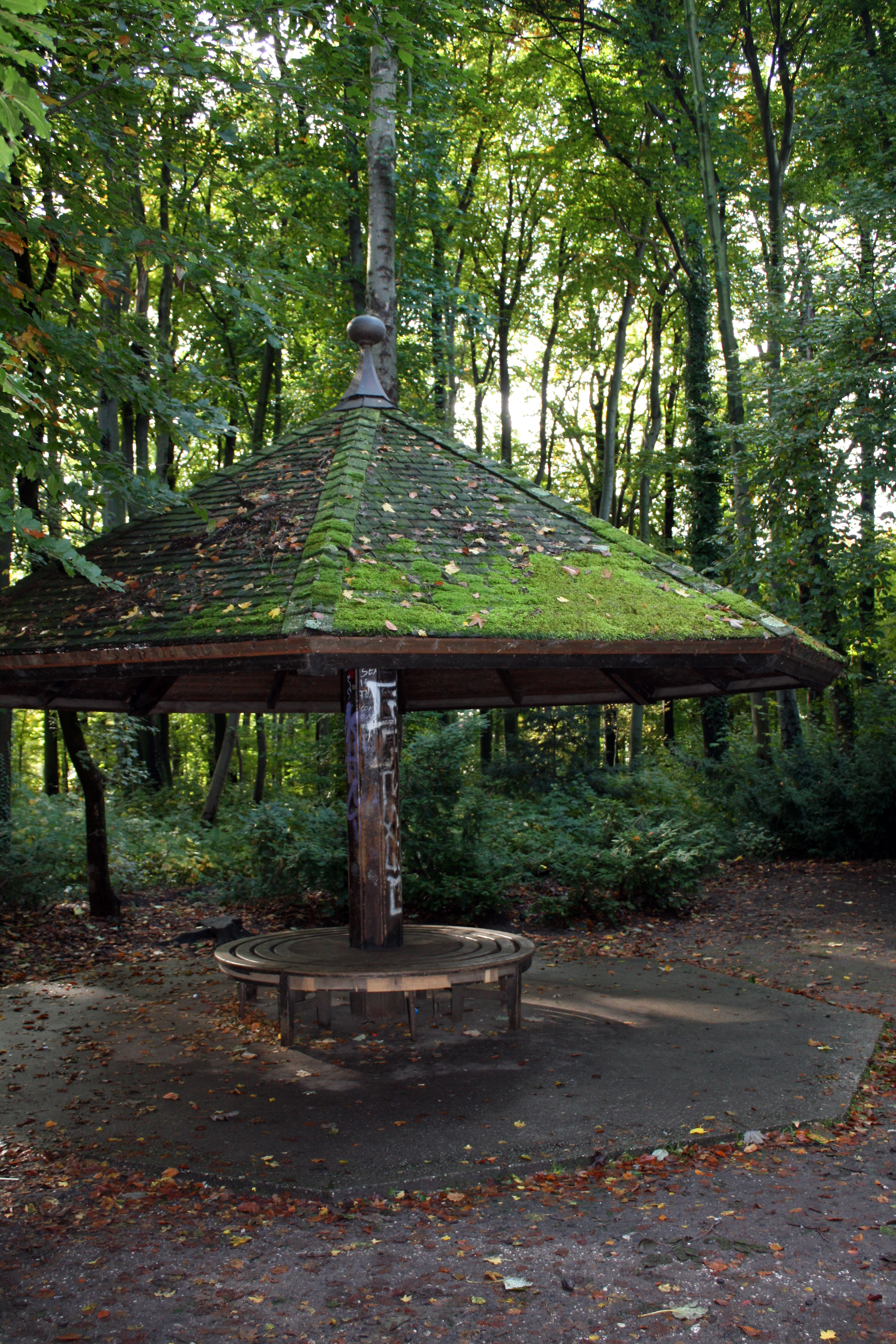
Il parco civico di Colonia Kölner Stadtwald (Tierpark Lindenthal)
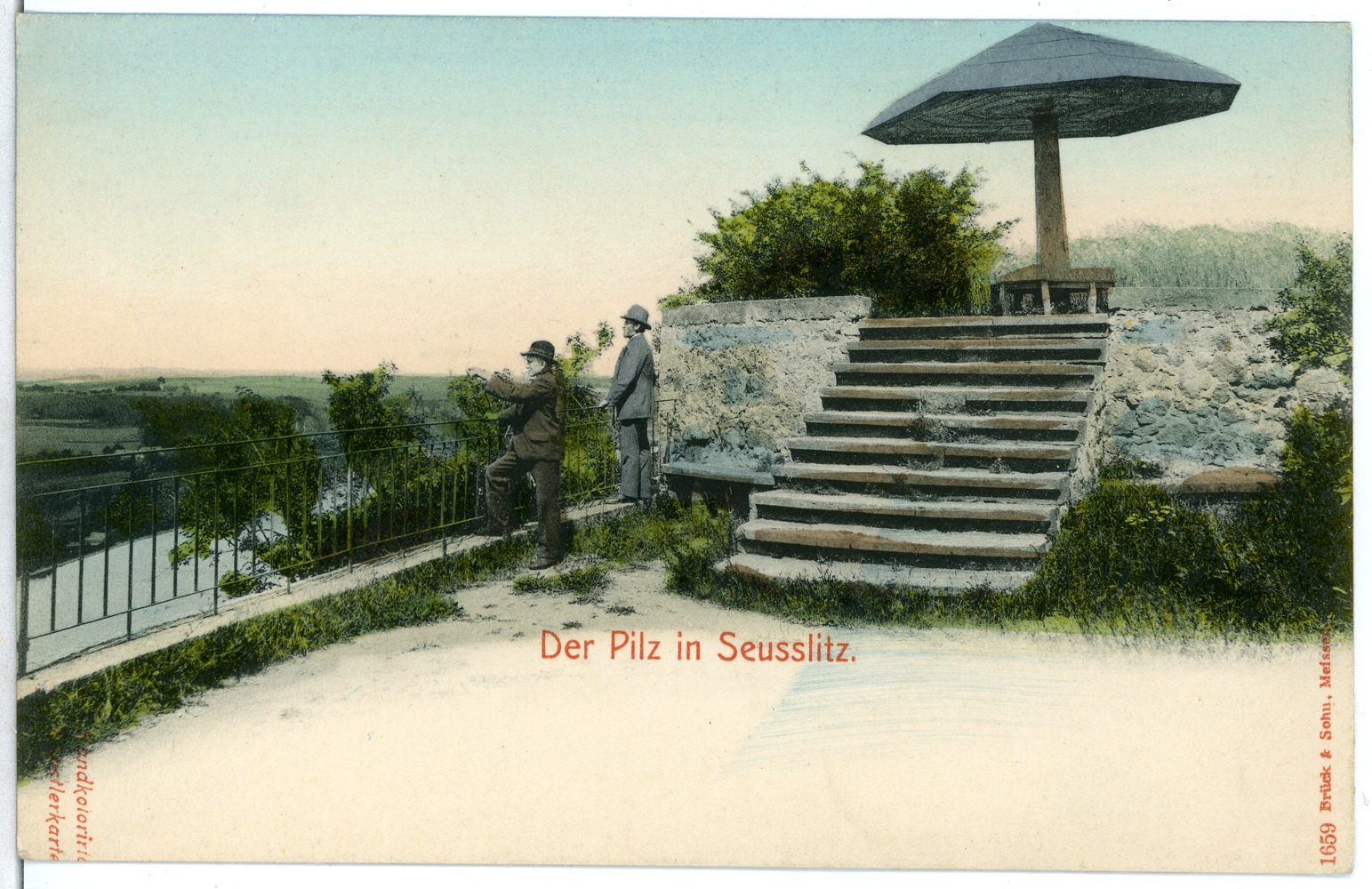
Cartolina da Seußlitz risalente al 1901
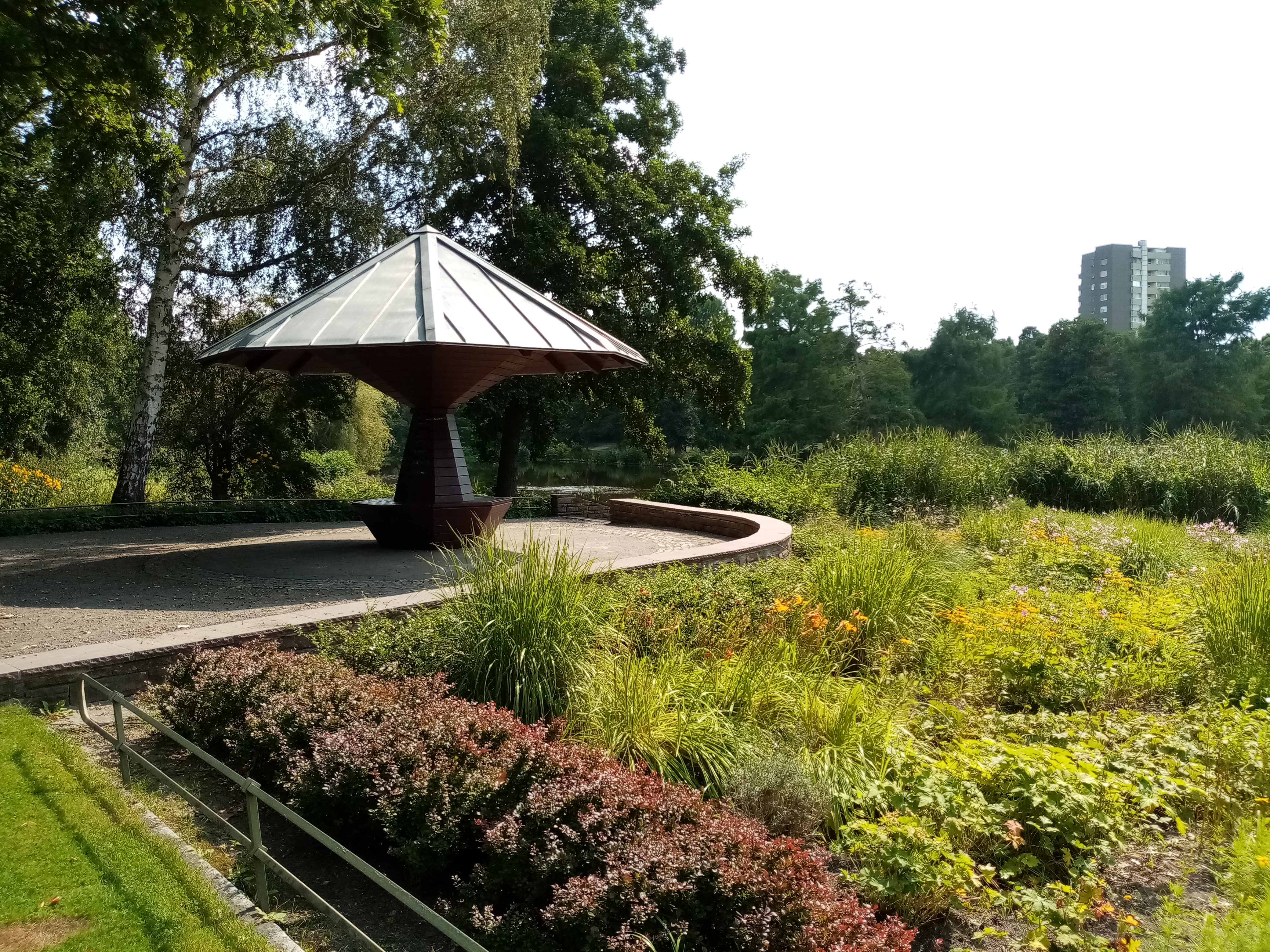
Il wetterpilz recentemente restaurato  Südpark Spandau a Berlino (2020)